# خیشس
خیشس (به چکی: Chýšť) یک منطقهٔ مسکونی در جمهوری چک است که در ناحیه پاردوبیتسه واقع شده‌است. خیشس ۲۰۱ نفر جمعیت دارد.